# マシモン

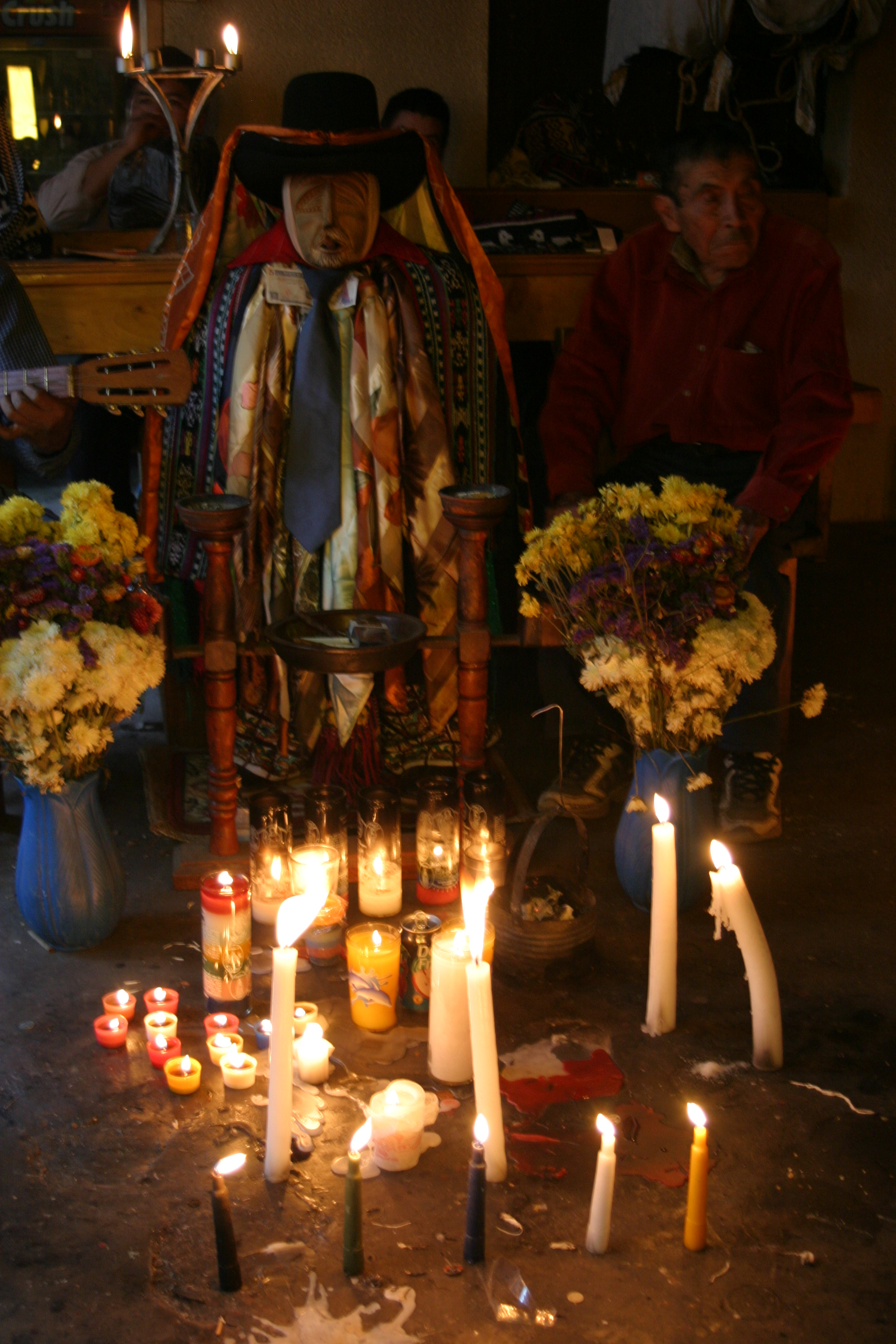
サンティアゴ・アティトランのマシモン

マシモン（Maximón）またはリラッハ・マム（Rilaj Mam）は、マヤ人の一部で信仰されている神格。グアテマラのソロラ県サンティアゴ・アティトランのマシモンがよく知られる。ほかの地方ではサンシモン（San Simón）、フダス（Judas、イスカリオテのユダに由来）のような別の名前で呼ばれる、同様の神格が信仰されている。名称・姿形・伝承は地方によって異なるが、煙草を吸いラム酒を飲むことで知られる。マヤの伝統的な神格とキリスト教の融合（シンクレティズム）の産物と考えられている。

## 概要

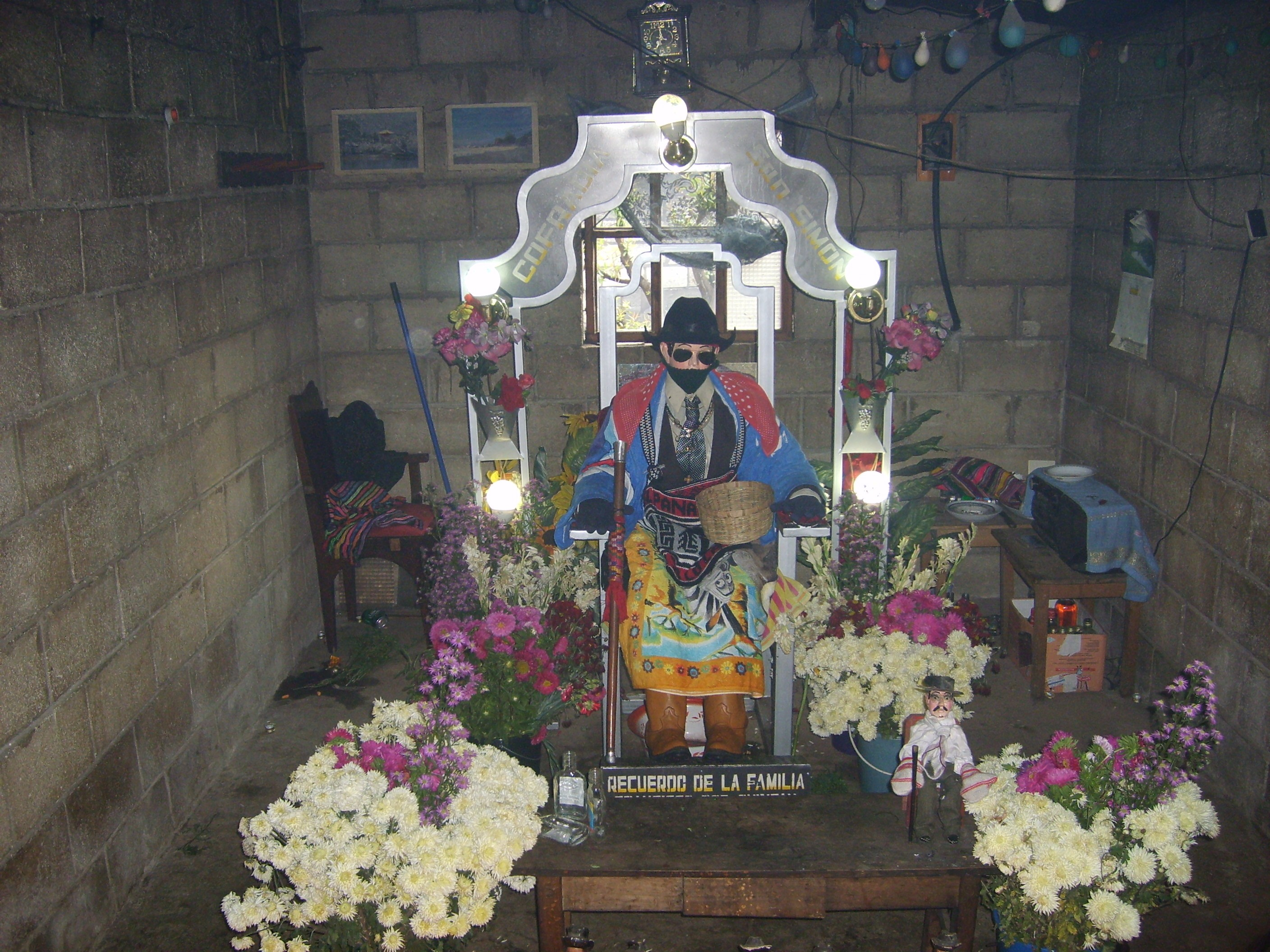
西洋風の風貌を持つケツァルテナンゴ県スニルのサンシモン

マシモンはその由来も語源もはっきりしない。本来マシモンと呼ばれていたのはサンティアゴ・アティトランのものだけで、他の地域では別の名前で呼ばれていた。
16世紀にメソアメリカを支配したスペイン人は先住民にキリスト教を強制したが、スペイン人司祭の数は不足し、17世紀になると先住民の信徒どうしの互助組織であるコフラディアが広まっていった。サンティアゴ・アティトランではとくにスペイン人の支配があまり行き届かず、宣教師は村に常駐しなかったため、伝統的な信仰形態が残った。マシモンは聖十字架のコフラディアが世話する。
ツトゥヒル語では「古代の祖父」を意味するリラッハ・マムの名で呼ばれる。これはかつてのワイェブ（ハアブの不吉とされる5日間）の祭儀のバカブ神のユカタン名と同じであり、死と再生を司るバカブ神の基本的な特徴と機能を持つ。その一方でキリスト教などの影響も見られる。
言い伝えによると、マシモンはフランシスコ・ソフエルという人物によって地域社会の道徳を守ることを強制する目的で作られたとされる。また、マリア・バツバル（マリア・カステジャーナとも）という妻がある。しかし本来の目的を逸脱し、自然の不安定性の人格化になっている。マシモンは人々に病気や死をもたらしたり、トウモロコシを枯れさせたり、洪水や嵐を起こすとされる。
サンティアゴ・アティトランのマシモンは木製の仮面像で、頭以外の胴体はわらと木組みだけからなり、かかしに似ている。1950年代までは全身像は聖週間や祭日のみに見られ、それ以外は頭のみだった。
サンティアゴ・アティトランでは復活祭に先立つ聖週間にマシモン関係の行事が行われる。月曜にマシモンは解体されて衣が洗われ、人々はその死を嘆く。火曜に再生が祝われ、水曜に礼拝堂に安置される。聖金曜日には死んだキリストの行列の後ろにマシモンが加わり、キリストを追いぬいて走ってコフラディアに戻る。
マシモンが先住民の姿をしているのに対して、サンシモンはラディーノの服装を身につけている。聖シモンの日である10月28日に儀礼を行う。マシモンにくらべるとマヤ神話との関連性は低い。
マシモンはイスカリオテのユダに由来するフダスとも関係があるとされるが、フダスの扱いは地方によって大きく異なる扱いを受けている。メキシコのチアパス州アマテナンゴではフダスは悪魔とされ、トウモロコシの成長を妨げるとされる。また先住民を虐げるラディーノと同一視される。